# Lignières (Neuchâtel)
Lignières (en alemán Linieri) es una comuna suiza del cantón de Neuchâtel, situada en el distrito de Neuchâtel. Limita al norte con la comuna de Nods (BE), al este con Plateau de Diesse (BE) y La Neuveville (BE), al sur con Le Landeron, y al oeste con Enges y Val-de-Ruz.

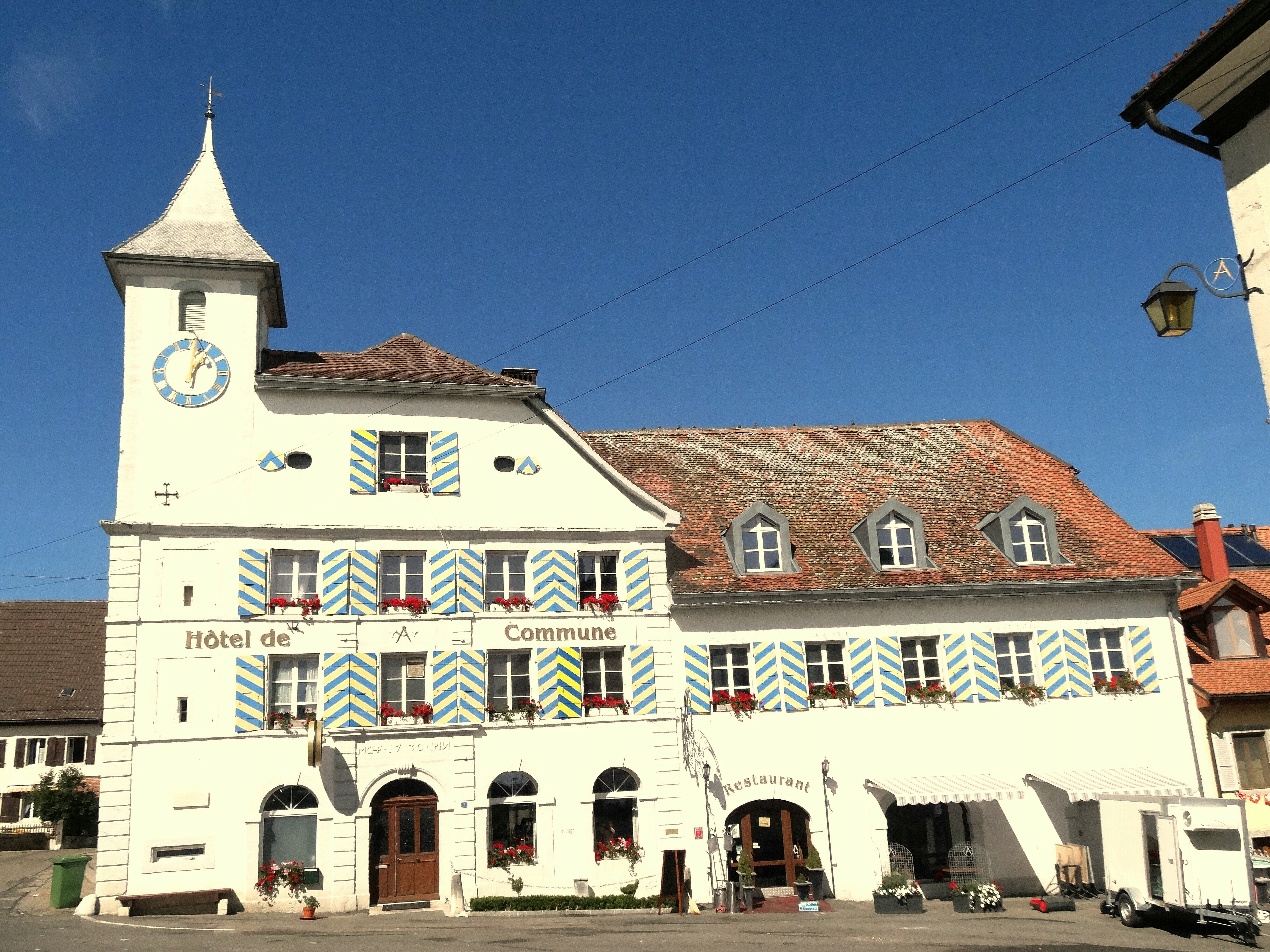
Hôtel de Ville.